# كريستوفر برات
كريستوفر برات هو رسام كندي، ولد في 9 ديسمبر 1935 في سانت جونز في كندا.

## وصلات خارجية
- كريستوفر برات على موقع الموسوعة البريطانية (الإنجليزية)